# 1979 au Maroc
Chronologie du Maroc
- 1975
- 1976
- 1977
- 1978
- 1979
- 1980
- 1981
- 1982
- 1983

Cet article présente les faits marquants de l'année 1979 au Maroc ou relatifs au Maroc.

## Événements
- 28 janvier, guerre du Sahara occidental : prise de la ville marocaine de Tan-Tan par le Front Polisario[1].
- 13 mars : bataille de Ramth-al-Lbane opposant les troupes du Front Polisario et l'armée marocaine dans le secteur de Ramth-al-Lbane, au sud-ouest de Smara, dans le Sahara occidental revendiqué par les deux camps.
- 12 juillet : attaque de Tichla, dans la localité de Tichla, au Sahara occidental. Il s'agit du dernier affrontement opposant la Mauritanie et le Polisario, avant le traité de paix d'Alger et retrait mauritanien du conflit.
- 17 - 20 juillet : 16e sommet de l’OUA tenue à Monrovia. Par la déclaration de Monrovia, les responsables politiques africains s’engagent à promouvoir le développement économique et social et l’intégration de leurs économies en vue d’accroître leur indépendance[2].
- 5 août : la Mauritanie se désengage du conflit contre le Front Polisario (accord de paix séparée d’Alger). Le Maroc prend possession des territoires abandonnés par la Mauritanie le 11 août et continue la guerre contre la RASD[3].
- 11 août, guerre du Sahara occidental : le Front Polisario attaque la garnison marocaine de Bir Anzarane[4].
- 14 août : les représentants des tribus d’Oued ed Dahab prêtent allégeance au roi du Maroc Hassan II à Rabat[3].
- 24 août, guerre du Sahara occidental : prise de Lebouirate par le front Polisario[5].
- 5 et 8 octobre 1979 : bataille de Smara, pendant la guerre du Sahara occidental à Smara. Les forces armées royales du Maroc repoussent une importante attaque du Front Polisario sur la ville.
- 14 octobre : bataille de Mahbès pendant la guerre du Sahara occidental. Le Polisario anéantit un bataillon des forces armées royales marocaines.
- 29 octobre : opération Ouhoud, en référence à la Bataille de Uhud, menée par Mahomet, est une opération militaire lancée dans le cadre du conflit entre le Maroc et le Polisario. Elle est initiée par le colonel Dlimi dans le but de refouler les combattants du Polisario en territoire algérien et de sécuriser la nouvelle province d'Oued Ed-Dahab, annexée à la suite du retrait mauritanien dans le conflit.
- 5 et 6 novembre : attaque de Boukraa pendant la guerre du Sahara occidental. Le Front Polisario attaque la ville de Boukraa, cité phosphatière du Sahara occidental au statut disputé. L'armée marocaine repousse les assaillants.
- Décembre 1979 à mai 1980 : siège de Zag entre les troupes du Front Polisario et l'armée marocaine à Zag, au Maroc.

## Sports
- La Coupe du Maroc de football 1978-1979, Coupe du Trône, est la vingt-troisième édition de la compétition. Le Wydad Athletic Club remporte la coupe au détriment du Chabab Mohammédia sur le score de 2-1 au cours d'une finale jouée dans le stade Mohammed V à Casablanca. Le Wydad Athletic Club remporte ainsi cette compétition pour la troisième fois de son histoire.
- La Coupe du Maroc de football 1979-1980, Coupe du Trône,  est la vingt-quatrième édition de la compétition.